# Heinrich Ludolph Wendland

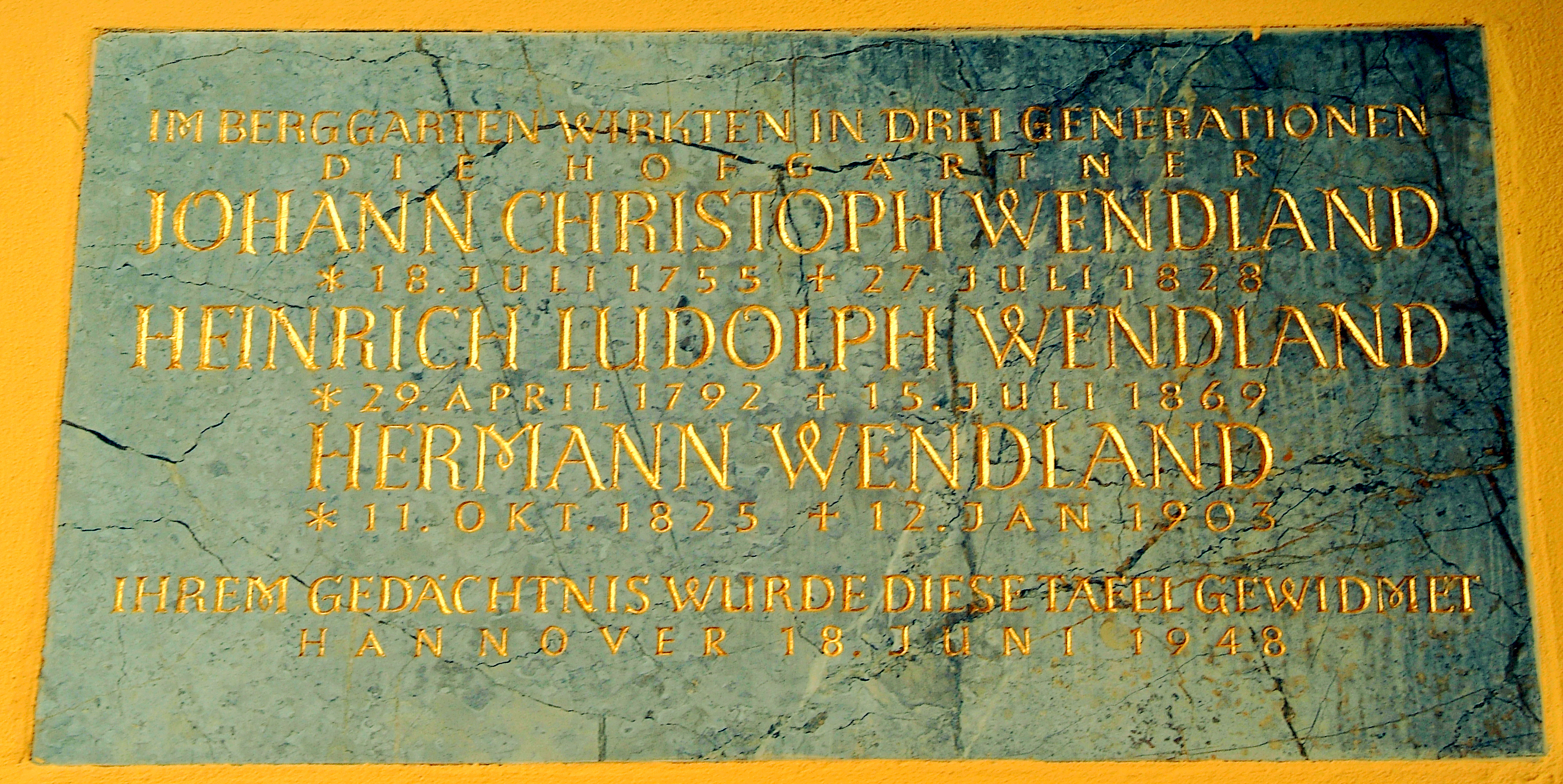
Gedenktafel für die Familien Wendland, 1948 angebracht am Bibliothekspavillon vor dem Berggarten

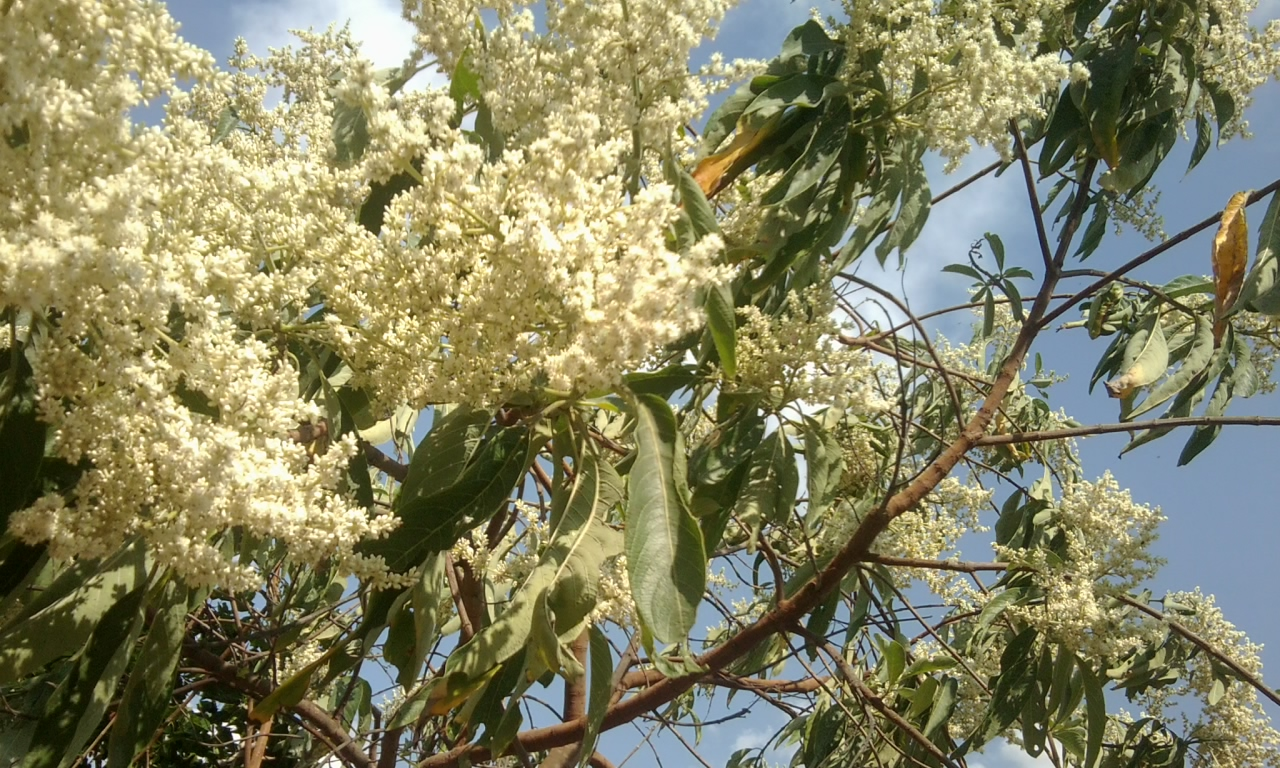
Wendlandia in Blüte

Heinrich Ludolph Wendland (* 29. April 1792 in Herrenhausen; † 15. Juli 1869 in Teplitz) war ein deutscher Botaniker und Gartenbauer. Sein offizielles botanisches Autorenkürzel lautet „H.L. Wendl.“ 

## Biografie
Wendland war Sohn des Herrenhäuser Garteninspektors Johann Christoph Wendland und dessen Frau Marie Magdalene Nonne, die bei seiner Geburt starb.
Er machte in den Jahren von 1811 bis 1814 zunächst eine botanische Lehre in Wien und war anschließend von 1815 bis 1816 in den Kew Gardens in London, bevor er in der Zeit von 1816 bis 1819 an der Georg-August-Universität Göttingen Biologie studierte und Mitglied des Corps Hannovera Göttingen wurde. Kurz vor dem Tode seines Vaters wurde er 1827 Gartenmeister der Herrenhäuser Gärten. 1850 übernahm er unter dem Oberhofmarschall Carl Ernst von Malortie die leitende Stelle des Königlichen Hofgarteninspektors.
Anlässlich des Baus des von Georg Ludwig Friedrich Laves und Hofbauinspektor Georg Heinrich Schuster geschaffenen Welfenmausoleums war Wendland zuständig für den Ausbau des Berggartens in seinen endgültigen Ausmaßen und den Georgen-Garten, das Palmenhaus wie auch den Eichenhain rund um das Mausoleum.
Wissenschaftlich beschrieb er einige Akazienarten wie die Weidenblatt-Akazie.
Das von ihm unter Berücksichtigung der Beschreibungen seines Vaters angelegte Herrenhäuser Herbar befindet sich auf Veranlassung von Prinz Ernst August IV. von Hannover als Geschenk des Hauses Hannover im Besitz der Georg-August-Universität Göttingen.
Sein Sohn Hermann Wendland wurde in dritter Generation ebenfalls Hofgärtner in Herrenhausen. Seine Tochter Marie (1829–1904) heiratete 1854 Carl Bahlsen, deren gemeinsamer Sohn Hermann gründete das Lebensmittelunternehmen Bahlsen. Der archivalische Nachlass der Hofgärtnerfamilie Wendland befindet sich in der Königlichen Gartenbibliothek Herrenhausen.

## Ehrungen
Ihm und eventuell auch seinem Vater zu Ehren wurde die Gattung Wendlandia Bartl. ex DC. der Pflanzenfamilie der Rötegewächse (Rubiaceae) benannt.

## Werke
- Reisebericht 1820 Handschrift (Digitalisat)
- Commentatio de Acacias aphyllii, 1820.
- mit Friedrich Gottlieb Bartling: Beiträge zur Botanik. Erstes Heft, Vandenhoeck und Ruprecht, Göttingen 1824 (Archive)
- mit Friedrich Gottlieb Bartling: Beiträge zur Botanik. Zweites Heft, Vandenhoeck und Ruprecht, Göttingen 1825 (Archive)
- Ausgaben und Arbeit der neuen Anlage bei dem Mausoleum, Tagebuch[6]
- Rapport über die neuen Anlage bei dem Mausoleum[6]